# Rio Coşarniţa
O Rio Coşarniţa é um rio da Romênia, afluente do Sebeş, localizado no distrito de Braşov.